# Famille de Reviers

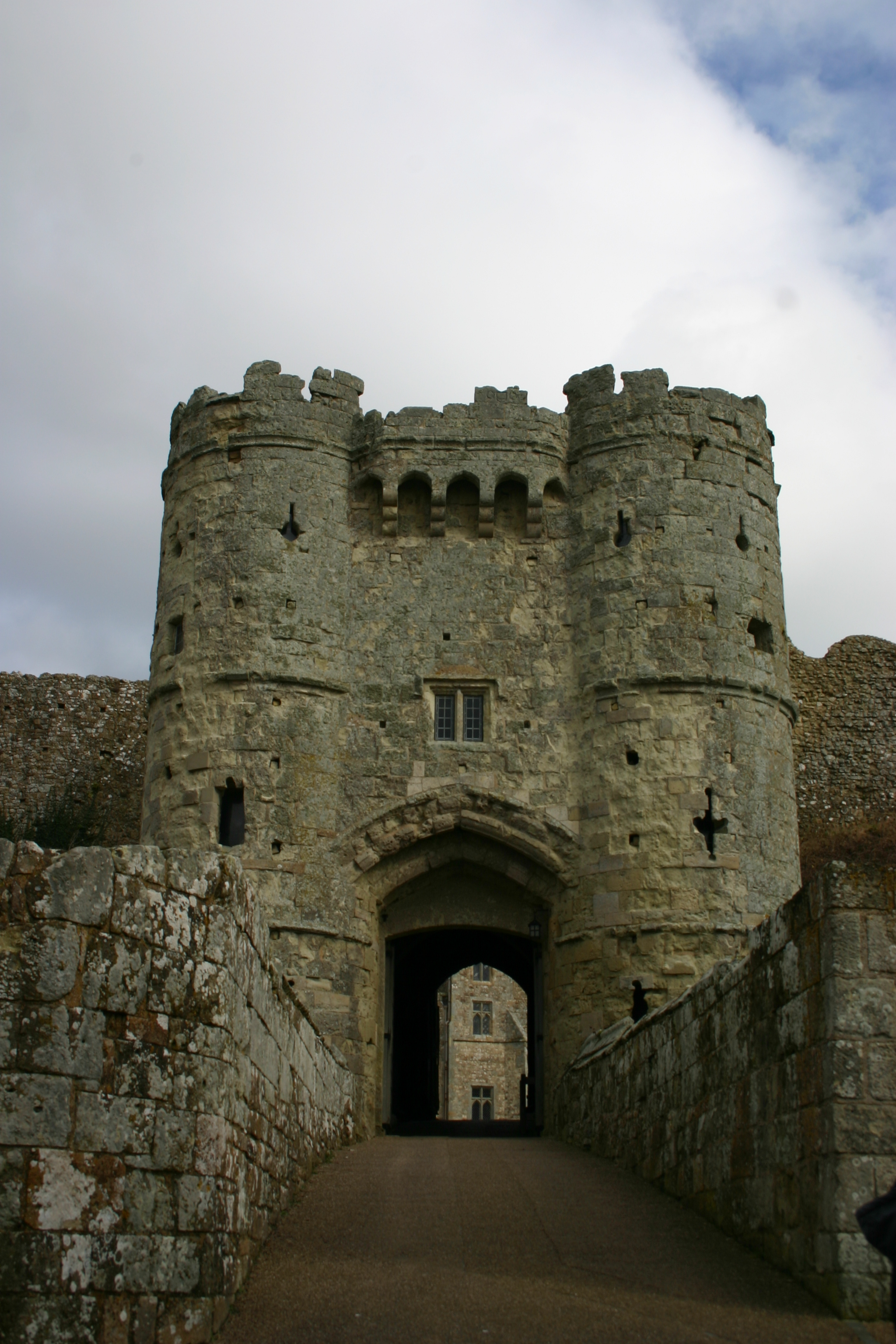
Entrée du château de Carisbrooke.

La famille de Reviers (ou Revières ; en anglais Redvers), qui tient son nom du village de Reviers dans le Calvados, est une famille du baronnage normand et anglo-normand. La famille tient le titre de comte de Devon à partir de 1140, et la branche anglo-normande s'éteint en 1293.

## Origine de la famille et descendance anglaise
Richard de Reviers s'attache au service d'Henri Beauclerc, le plus jeune fils de Guillaume le Conquérant, et quand ce dernier devient roi en 1100, il est largement récompensé par de vastes domaines dans le Devon, le Dorset, le Hampshire et l'île de Wight. Ses domaines sont connus comme les honneurs de Plympton (Devon), Christchurch (Dorset) et Carisbrooke (Île de Wight). Ils sont en possession de la famille jusqu'au règne d'Édouard Ier d'Angleterre. Son fils Baudouin lui succède dans ses possessions anglaises, et son fils Guillaume de Vernon (senior) dans ses possessions dans le duché de Normandie : Reviers, de Vernon (Eure) et de Néhou (Manche).
Baudouin est un ardent partisan de Mathilde l'Emperesse, la fille de Henri Ier d'Angleterre, au début de la guerre civile du règne d'Étienne d'Angleterre. Il est créé comte de Devon par elle pour services rendus en 1141. Son fils Richard et ses deux petits-fils lui succèdent, et après leurs morts, le titre revient au second fils de Baudouin, Guillaume de Vernon junior.
Lorsque Baudouin de Reviers, 7e comte de Devon, meurt durant une campagne en France de Henri III, en 1262, il n'a pas de descendance. Sa sœur Isabelle, veuve de William de Forz (ou de Fortibus), le 4e comte d'Albemarle, hérite donc du patrimoine familial, et est comtesse de Devon de plein droit. Elle a alors moins de trente ans, et est une des plus riches héritières d'Angleterre. Elle meurt en 1293 après avoir survécu à tous ses enfants et fait tout pour ne pas se marier de nouveau. Juste avant sa mort, elle vend l'île de Wight au roi Édouard Ier.

## Histoire de la branche normande auXIIIesiècle
En 1195, à la suite du traité de Gaillon, Philippe Auguste donne diverses terres dans son domaine capétien (Montmélian, Plailly), Gouvieux, Auvers, Roberval et Louvres à Richard Ier de Vernon et son fils, Richard II, en échange de Vernon.
Les Vernon deviennent donc vassaux du duc de Normandie et roi d'Angleterre, pour leurs domaines du Cotentin, et vassaux du roi de France pour leur nouveau domaine « français ». Au moment de choisir entre le roi d'Angleterre et le roi de France, Richard Ier de Vernon hésite longtemps, privilégiant tantôt l'un tantôt l'autre, mais choisit finalement Philippe Auguste au détriment de Jean sans Terre. Ce choix lui fait perdre provisoirement son honneur de Néhou, puisqu'il le retrouve en 1204, quand Philippe Auguste devient le nouveau maître de la Normandie.
À la mort de Richard II de Vernon, en 1230, ses deux fils, Jean de Vernon et Guillaume III de Vernon, se partagent le domaine familial. Jean devient seigneur de Montmélian et Guillaume hérite de l'honneur de Néhou. Chaque seigneurie vit alors indépendamment l'une de l'autre. Mais en 1235, Jean meurt sans héritier et Guillaume III, son frère, devient le nouveau seigneur de Montmélian. Le domaine familial est à nouveau dirigé par une seule personne. Guillaume de Vernon meurt en 1278, lui aussi sans héritier. La branche normande des Reviers-Vernon s'éteint alors. Les possessions de Guillaume III sont alors partagées entre ses trois filles le lundi après la fête de Saint Martin de l'hiver 1283,, devant Pierre de Bailleux, vicomte de Valognes, et Chrestien le Chambelleur, bailli de Cotentin, et voit la création de trois nouvelles baronnies : Marie reçut la baronnie de l'Angle de Néhou ; Jeanne reçut la baronnie d'Orglandes et épousa Guillaume de Brucourt, Mathilde reçut la baronnie de la Châtellenie ou du Château et épousa Robert de La Haye, descendant de Richard de La Haye-du-Puits.

### Héraldique
Les Reviers-Vernon de la branche normande qui s'éteignit en 1283 avaient pour armes d'or au sautoir d'azur.

## Une autre famille de Reviers?

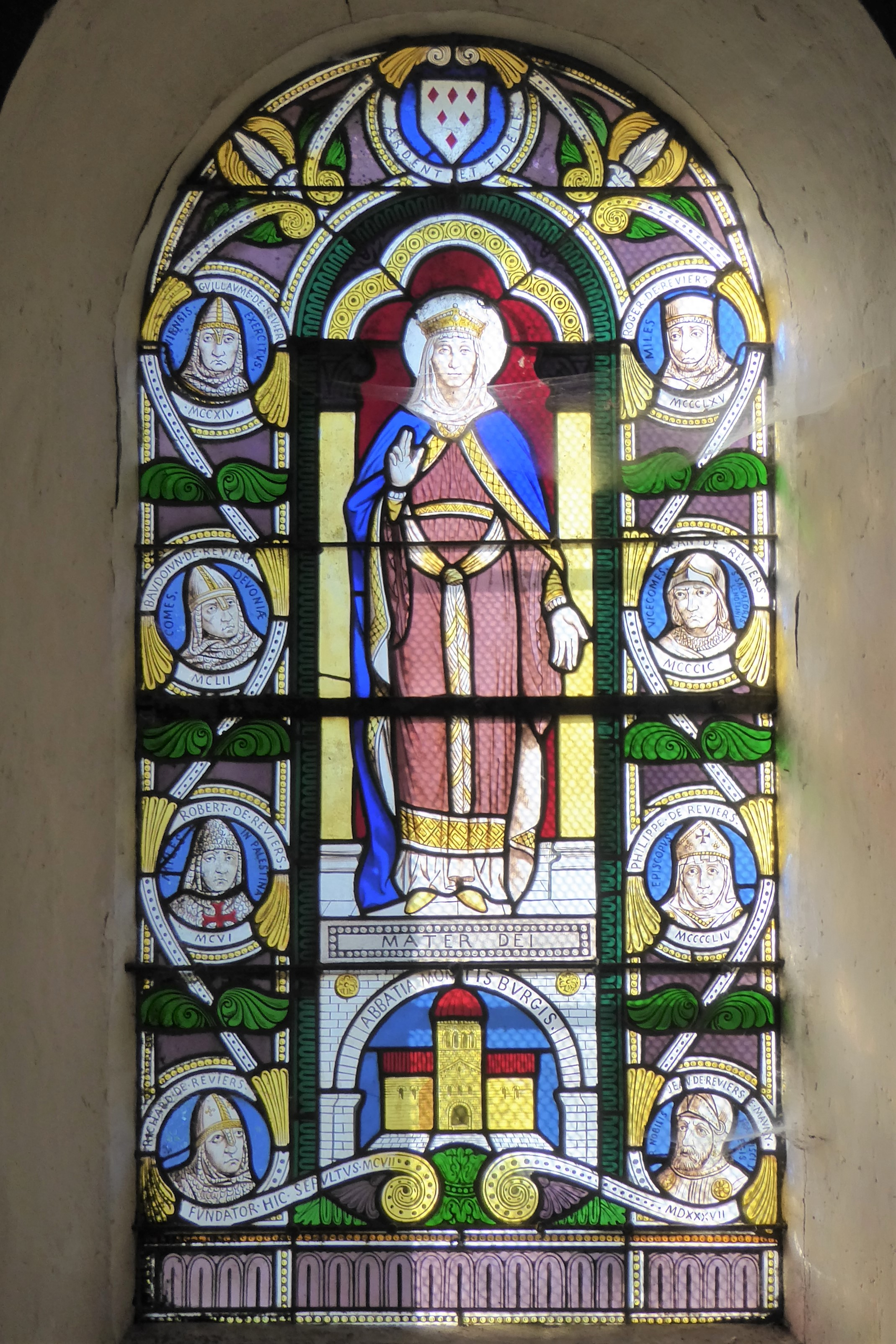
Vitrail de la chapelle seigneuriale, église de la Sainte-Trinité de Douy, Eure-et-Loir.

Tout au long des XIIe et XIIIe siècles, une autre famille nommée elle aussi « Reviers », vit en Normandie. L'un de ses membres, Richard de Reviers est le bailli de Cotentin pour l'année 1204. Cette famille est régulièrement confondue avec la famille des Reviers-Vernon, et notamment avec les comtes de Devon.
Néanmoins, à la différence des Reviers-Vernon, cette famille ne s'éteint pas au XIIIe siècle. On trouve un Robert de Reviers, sergent qui a assuré à la demande de Guillaume des Bordes, capitaine de Montebourg, la garde des charrettes, charpentiers et autres ouvriers servant à la fortification de Montebourg (juin 1379).

## Généalogie
Généalogie des membres principaux.
- Hugues de Reviers
  - Guillaume de Reviers
  × Emma ?
    - Richard de Reviers († 1107), seigneur de Reviers, de Vernon et de Néhou, lord de Plympton, Christchurch et Carisbrooke en Angleterre
  × Adelise Peverel
      - Guillaume de Reviers l'Ancien († 1166), seigneur de Reviers
  × Lucie de Tancarville
        - Guillaume de Reviers le Jeune
        - Mathilde de Reviers
  × Richard de La Haye, fondateur de l'abbaye de Blanchelande
        - Richard Ier de Reviers, seigneur de Vernon (jusqu'en 1195), de Néhou, et de Montmélian (à partir de 1195)
  × Isabelle
          - Richard II de Vernon († 1230), seigneur de Néhou et de Montmélian
  × Lucie du Hommet[note 3]
            - Jean de Vernon († 1235), seigneur de Montmélian
            - Guillaume III de Vernon († 1278)[note 4], seigneur de Néhou puis de Montmélian
  × Agnès
  × Alice/Aix de Meulan
            - Pierre
            - 4 filles : Margueritte, Lucie, Marie (les descendants de ces trois dernières héritent de Guillaume III de Vernon) et Elisabeth

          - Baudouin
          - Margueritte, mariée à John Arsic, puis à Guillaume Buzun

      - Robert de Sainte-Mère-Église
      - Hawise × Guillaume de Roumare, 1er comte de Lincoln
      - Baudouin († 1155), 1er comte de Devon en 1141
        - Hawise († vers 1215)
        - Richard († 1162), 2e comte de Devon
  × Denise, fille de Réginald de Dunstanville, 1er comte de Cornouailles
          - Baudouin († 1188), 3e comte de Devon
          - Richard († v. 1193)

        - Guillaume († 1217), 5e comte de Devon
  × Mabile, fille de Robert, comte de Meulan
          - Jeanne de Reviers
  × Guillaume Brewere
          - Marie de Reviers
  × Robert de Courtenay
          - Baudouin († 1216)
  × Marguerite Fitzgerold (ou Fitzgerald)
            - Baudouin († 1245), 6e comte de Devon
  × Amicie, fille de Gilbert de Clare, 4e comte d'Hertford, 5e de Gloucester
              - Baudouin († 1262), 7e comte de Devon
  × Avoie, probablement fille illégitime de Thomas, comte de Savoie
              - Isabelle († 1293), comtesse de Devon
  × Guillaume de Forz († 1260), lord d'Holderness, comte d'Albemarle